# Floating World - Ukiyo
Floating World - Ukiyo is een compositie van de Amerikaanse componist Alan Hovhaness uit 1964. Hijzelf omschreef het als een ballade voor orkest. Het werk voert terug het Boeddhisme, een vloeiende wereld van geboorte, dood, wedergeboorte etc. De term is ontleend aan een begrip van voor de 17e eeuw Ukiyo (uki betekent lijden, yo leven). Als thema koos Hovhaness het verhaal van Heike Monogatari, dat zich afspeelt tijdens de Genpei-oorlog eind 12e eeuw, de Zeeslag bij Dan-no-ura. Het werk begint met paukengeroffel en glissandi in de trombones, een veelvuldige toegepaste compositietechniek van de componist. Vervolgens nemen de celli het thema ter hand en speelt de trompet een soort Last Post. Het eind wordt gespeeld in murmur, een compositietechniek van Hovhaness die het best te omschrijven is als georganiseerde chaos.
De structuur is gelijk aan de Gagakumuziek met een Jo-ha-kyu-structuur; Jo (langzame introductie), ha (versnelling tempo), Kyu (volle snelheid met af en toe vertragingen). Het werk is geschreven op verzoek van André Kostelanetz met het New York Philharmonic. De eerste uitvoering vond plaats in Salt Lake City op 31 januari 1965, uitvoerenden onbekend.

## Orkestratie
- 3 dwarsfluiten, 3 hobo's, 2 klarinetten, 2 fagotten
- 4 hoorns, 3 trompetten, 3 trombones, 1 tuba
- pauken, 3 (tot 7) man/vrouw percussie 1 of 2 harpen, celesta
- violen, altviolen, celli, contrabassen

## Discografie
- Uitgave Centaur Records: Frost Symphony o.l.v. Chung Park; een opname uit 2006.